# Gepiron
A gepiron depressziót és szorongást csökkentő gyógyszer minimális kábító hatással. Az azapironok(en) csoportjába tartozik.
A szerotonin-1A (HT1A) preszinaptikus receptorokon teljes, a posztszinaptikusokon parciális agonistaként viselkedik. Csak kismértékben kötődik a dopamin D2-receptorhoz(en); ez nagy előnye a hozzá hasonló buspironhoz képest.

## Története
A szert eredetileg a Bristol-Myers Squibb cég fejlesztette ki, majd 1993-ban átadta a licencet a Fabre-Kramernek. A Fabre-Kramer 1999-ben az egész világra szóló marketing szerződést kötött szerre a Akzo Nobellel.
A klinikai próbák 2001-ben kezdődtek.
Az FDA a Fabre Kramer cég 2004-ben benyújtott engedélyezési kérelmére újabb klinikai kísérletet elvégzését igényelte, majd a 2007 májusában benyújtott második kérelmet 2007 novemberében elutasította.
2023 Szeptemberében engedélyezték major depresszió kezelésére.

## Készítmények
A nemzetközi gyógyszerkereskedelemben:
- Ariza
- Variza

Magyarországon nincs forgalomban.

## Adagolás
Napi adagja 10–90 mg.